# あっぱれメガバカBoys
『あっぱれメガバカBoys』（あっぱれメガバカボーイズ）はのむらしんぼによるギャグ漫画作品。『月刊コロコロコミック』誌上において2000年9月号より2002年8月号まで連載。コミックスは全2巻。

## 概要
元々は『メガバカ人間（ロイド）キヨシ』のタイトルで読み切りとして掲載され、後に読み切り版を第一話としてそのまま連載となった。 
内容は初期はおぼっちゃまくんのダジャレ要素にプラスした下ネタが多く、後半からは加わった登場人物の生徒会長、加十路のいじりが中心となる（後にこの件に関してはのむらがゲスト出演していたテレビ番組の企画で同作の作者小林よしのりに謝罪している）。そのため、コロコロコミック誌上の読者アンケートにおいて「一番嫌いな漫画」の常連となっていたという（作中でしばしばネタにされ、最終回で登場人物が直接言及している）。
同誌で連載していた『うちゅう人田中太郎』の主人公の田中太郎や『絶体絶命でんぢゃらすじーさん』の登場人物・じーさんと孫が特別出演したこともあった。その際に「曽山先生ゴメンなさい！私もファンです」と謝罪コメントが書かれている。田中太郎にいたっては掲載された後日、反対に「うちゅう人田中太郎」にてロボットたちの集まりの中キヨシが端役で登場している。

## あらすじ
目賀場博士は環境破壊や不景気など現代における様々な問題を解決させるため、超天才アンドロイドを誕生させようとしたが、機械のミスで超天才を振り切った偉大なるバカ・「メガバカ」を誕生させてしまう。彼は同じメガバカの志を持つピカル、モモローとともにメガバカBoysを結成し、地球の平和を守るため、日夜、メガバカ魂でミッション遂行にはげむこととなる。

## 登場人物
キヨシ
本作の主人公。メガバカアンドロイド。元々「超天才」を誕生させる機械で誕生したが、博士がエネルギー注入を止めるタイミングを間違えて、超天才を振り切った超ド級バカ＝「メガバカ」になってしまう。脳は超天才の電子頭脳になっていたはずだったがいつの間にか食用の味噌となっており、さらにキヨシによって市販の味噌が大量投入されてしまい、取り返しが付かなくなった。
博士の命令で小学校に通うが校内でも非常識な行動を繰り返し、ピカルやモモロー達と「メガバカ部」を結成した。
台詞（主に挨拶）に「グッドモロニング」や「コンニチンポ」等の下ネタが多数存在する。
目賀場博士（めがばはかせ）
キヨシを作った博士。超天才を誕生させる機械やタイムマシンなどを開発したかなりの技術者であるが、大いに抜けているところがある。
最終話にてキヨシを本来の「超天才」に戻すためタイムマシンで完成当時に戻りエネルギー注入をやり直そうと試みたが、後述の通り失敗に終わった。
亜留美（アルミ）
国際機関UNCOの一員。1巻以降は登場してこない。
ブタ田ピカル
メガバカ仲間1号。食いしん坊で排泄物も食べられる。「だべし」が口癖。ツヨシの登場で後半あたりではあまり登場しなくなる。
モモノモモロー
メガバカ仲間2号。他の2人に比べ少しは頭がいいが、少しエッチ。ツヨシの登場で後半あたりではあまり登場しなくなる。
山田
メガバカ部一員。元々は秀才少年だったが、簡単な罠に引っ掛かり、キヨシの作ったメガバカ部に入れられる。
桃田栗造（ももた くりぞう）
ももくり小学校校長。当初はメガバカ部を認めてなかったが、キヨシのペースに巻き込まれた挙句、部員不足のメガバカ部に強制入部させられた。
加十路真吾（かとじ しんご）　
キヨシのライバル。元々は生徒会長。彼は今まで柔道部・野球部・水泳部・卓球部・美術部を転々としてきたが、これら全てキヨシのせいで廃部となっている。基本的にはメガバカBoysに対するツッコミ役で、扱いは何かと不遇である。
後に目賀場博士の制作した「ロボットスーツ」を着せられ「ロボット人間カトジ」にされてしまった。ロボットスーツを着たカトジはキヨシと渡り合えるほどの力が備わるはずだったが、博士が制作費を100円ケチったため耐久性に難がある。
留野アール先生
ももくり小学校の元美術部顧問。キヨシのメガバカぶりにツッコむどころか同じくバカな行動を起こす。大人で唯一裸になることが多いキャラ。キヨシと加十路を率いて会社「ハダカンパニー」を立ち上げるがすぐに倒産した。その後は怪盗になり、美術館で盗みを働くが、キヨシと加十路の活躍が怪盗になり、立場が逆転した。
ツヨシ
キヨシの弟として作られたアンドロイド。登場以降はメガバカboysに代わり、彼とキヨシのコンビで話が進むことが多くなった。腕力だけならキヨシを圧倒するが、適当に作られた為メガバカであるのは一緒。脳にはキヨシの味噌に代わり餡子が詰められており、餡子の糖分が強力なパワーをもたらしていると説明された。
雲黒斎（うんこくさい）
目賀場博士の双子の弟。兄とはメガネとヒゲが異なるのが特徴。山奥の寺で住職をしている。キヨシ、ツヨシ、加十路に修行をさせているが、成果があまり出なかった。
原始人
最終回に登場したキャラクター。目賀場博士のタイムマシンで過去に行きすぎたことで出会う。タイムマシンに乗り、ピカルとモモローと共に江戸時代に下りた。
キヨシ2号
最終回に登場したメガバカアンドロイド。タイムマシンで完成当時に戻りエネルギー注入をやり直したキヨシの姿。しかし、またもや失敗してキヨシをはるかに上回るバカとなってしまった。
未来の加十路
最終回に登場。成績優秀の加十路とは対照的で、かなりのバカである。

## コミックス
1. 2001年8月28日発売 ISBN 4091422799
2. 2002年8月28日発売 ISBN 4091422802